# Ahkiojärvi
Ahkiojärvi är en sjö i Finland. Den ligger i kommunen Enare i landskapet Lappland, i den norra delen av landet, 900 km norr om huvudstaden Helsingfors. Ahkiojärvi ligger 199,2 meter över havet. Arean är 47,9 hektar och strandlinjen är 4,34 kilometer lång. Sjön  ingår i Pasvik älvs huvudavrinningsområde. 